# Cerkiew cmentarna św. Onufrego w Strykach
Cerkiew pod wezwaniem św. Onufrego – prawosławna cerkiew cmentarna w Strykach. Należy do parafii św. Jana Teologa w Augustowie koło Bielska Podlaskiego, w dekanacie Bielsk Podlaski diecezji warszawsko-bielskiej Polskiego Autokefalicznego Kościoła Prawosławnego. 

## Opis

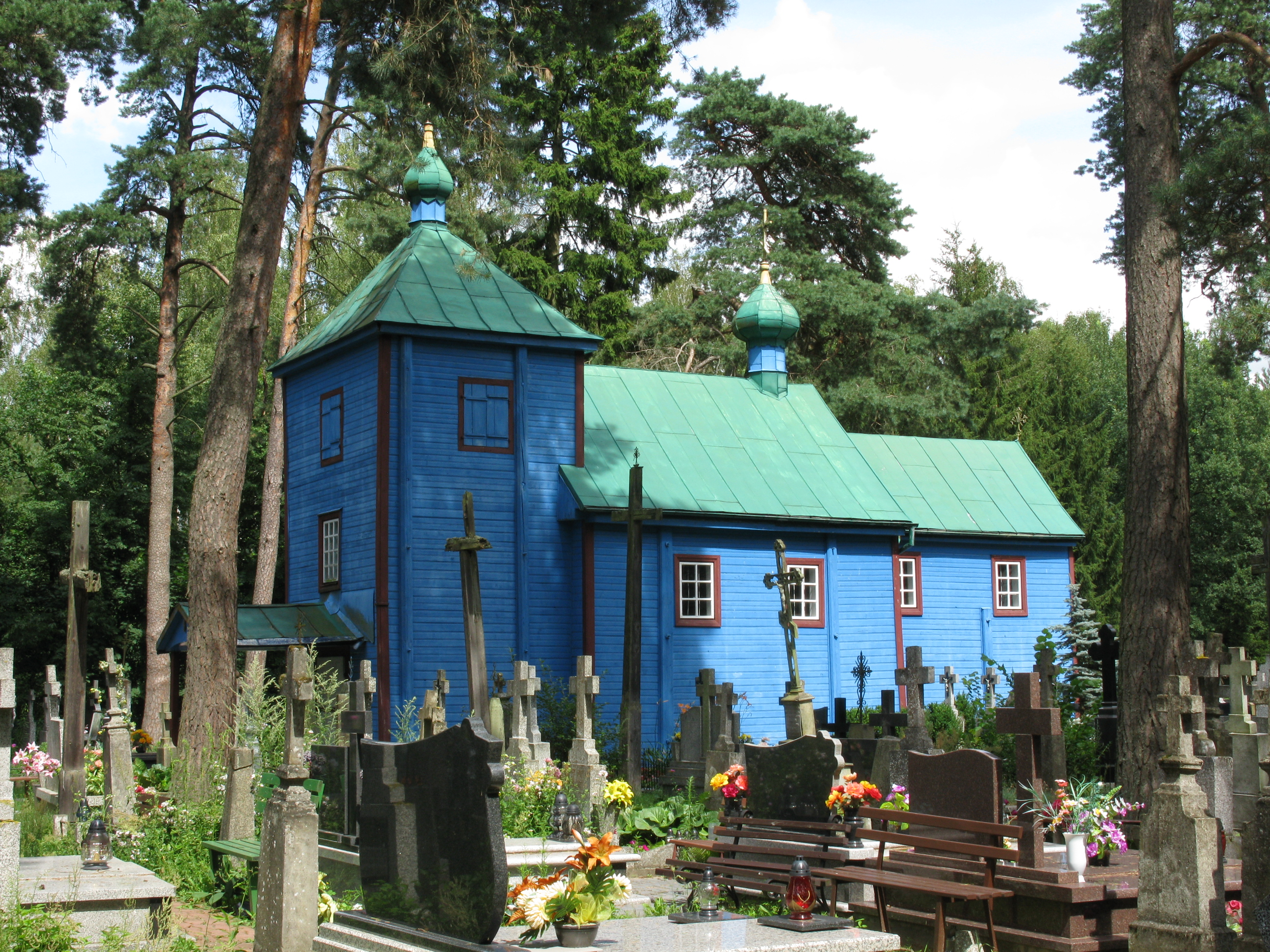
Widok ogólny świątyni

Świątynia została wzniesiona w latach 1814–1816 na planie prostokąta, w obrębie starego cmentarza w uroczysku Borowiska. W obecne miejsce została przeniesiona w 1862. 
Jest to budowla drewniana, szalowana, o konstrukcji zrębowej. Prezbiterium jest mniejsze od nawy, zamknięte prostokątnie, z boczną zakrystią. W zachodniej części znajduje się przedsionek z nadbudowaną wieżą-dzwonnicą. Dachy cerkwi blaszane (do lat 60. XX w. pokryte gontem). Na wieży dach namiotowy, czterospadowy, zwieńczony baniastym hełmem. Nad nawą dach jednokalenicowy, z wieżyczką zwieńczoną baniastym hełmem. Nad prezbiterium dach jednokalenicowy.
Świątynię otacza cmentarz o powierzchni 0,4 ha założony w XIX wieku.